# موجة تثاقلية
في الفيزياء، الأمواج التثاقلية (بالإنجليزية: Gravitational wave)‏ هي تموجات في انحناء الزمكان تنتشر على شكل أمواج، منتشرة من المصدر إلى الخارج. تنبأت نظرية النسبية العامة لألبرت أينشتاين عام 1916 بوجودها. تنقل الأمواج الثقالية الطاقة على شكل موجة ثقالية. تكون الأمواج الثقالية أمواجاً عرضية (أي أن التردد هو في طريق انتشار الموجة) ذات طاقة معينة تنتقل عبر الزمكان.
طبقاً لنظرية النسبية، فإن كل جسم ذي كتلة يحدث تغيراً في شكل الزمكان (تمدد وتقلص). ويمكن للأجسام على هذا الأساس أن تحدث اهتزازات في الزمكان تسمى أمواج ثقالية. وفي النسبية العامة ما يتم ملاحظته كقوة جاذبية في الميكانيكا الكلاسيكية يفسر على أنه حركة الأجرام بالنسبة لبعضها البعض حسب ما تسببه كل منها من انحناء في الزمن وفي المكان (الزمكان) بسبب كتلتها . هي حركة تتبع خطوطا جيوديسية في فضاء الزمكان. فمثلاً نشاهد الكواكب تدور في أفلاك دائرية حول الشمس ، ولكن من وجهة النظرية النسبية تحدث الشمس في الزمكان تقوّساً يشبه القمع (مخروط) يجعل الكوكب يدور حول الشمس داخل قمع الجاذبية هذا، ولا يستطيع الكوكب الفرار خارج قمع الجاذبية هذا . بالنسبة للنظرية النسبية تكون حركة الكوكب في خط مستقيم، ولكننا نشاهدها على أنها دوران حول الشمس، ذلك بسبب انحناء الزماكان بسبب كتلة الشمس.
هذه الأمواج، حسب النظرية، أمواج ضعيفة جداً؛ مما يجعل من الصعوبة قياسها. فحركة الأرض حول الشمس مثلاً تنتج أمواجاً ثقالية تعادل في طاقتها 200,000 واط تقريباً وهي طاقة صغيرة جداً بالمقارنة بطاقة الأرض الناشئة عن كتلتها.
ثمة جهود مستمرة للكشف عن الأمواج الثقالية باستخدام مقياسات التداخل بأجهزة على الأرض أو الأقمار الصناعية ومن خلال التوقيت الدقيق للنجوم النابضة. ومن شأن هذه الأرصاد أن تغير فهمنا للفيزياء الفلكية ، والكونيات، والفيزياء الأساسية. وتوفر الأمواج الثقالية فرصة لاستكشافٍ فريد لأكثر أنظمة الكون تطرفاً، ابتداءً بنشأة الثقوب السوداء فائقة الكتلة المندمجة، إلى النجوم المزدوجة التي تدور بشدة حول بعضها البعض قبل اندماجها ببعض، وربما عثرنا على دليل من تلك الموجات للـ الانفجار العظيم. إلا أن التحدي في علم الفلك الخاص بالأمواج الثقالية يكمن في رصد الموجات إذ أن تلك الموجات الثقالية تكون ضعيفة جدا جدا، ومن ثم فك ترميز الإشارات لاستخراج المعلومات التي تحتويها.
حتي شهر مارس 2018 قام مرصد ليغو بالولايات المتحدة برصد ستة موجات ثقالية، منها الرصدات الخمسة الأولى ناشئة عن تصادم ثقبين أسودين. أما الرصد السادس، ويُرمز له بالرمز GW170817 ، تم رصده في يوم 17 أغسطس 2017 ، وهو أول رصد لتصادم بين نجمين نيوترونيين ، وصدر عن هذا الاصتدام في نفس الوقت إشارات ضوئية أستطاعت المراصد على الأرض تسجيلها.
الثقوب السوداء تحدث عند التحامها ببعض موجة ثقالية هائلة، أكبر مما ينتجه تصادم نجوم نيوترونية، ولكن تصادم الثقوب السوداء لا يصحبها انطلاق ضوء لأنها تمتص الضوء ولا يستطيع الضوء أن يفلت منها، بالتالي لا يمكن رصدها بالتلسكوبات المعتادة الضوئية؛ ويبقى تتبعها بواسطة مراصد الثقالية الضخمة، مثل مرصد ليغو وجيو 600 .

## توصيف المفهوم
لتصوّر الجاذبية كما اقترحها أينشتاين، يمكن تشبيه الزمكان بصحيفة مطاطية مسطحة. فإذا دحرجنا كرة طاولة فوق صحيفة فهي ستتحرك بمسار مستقيم، كأي شيء يتحرك بخط مستقيم بغياب الجاذبية. أما إذا وضعنا كرة بولينغ في وسط الصحيفة فإن الصحيفة ستتمطط، وهذا هو انحناء الزمكان بسبب الجاذبية. إذا دحرجنا كرة الطاولة مرة أخرى عبر الصحيفة فإنها الآن ستتبع المسار المنحني، أي أنها ستنجذب نحو كرة البولينغ بسبب جاذبيتها.
عندما تتحرك الأجسام الثقيلة فيتوجب أن يتغير انحناء الزمكان لمتابعة مواقعها الجديدة. ويحتاج الزمكان وقتاً لذلك، إذ لا يمكن للمعلومات أن تنتقل بأسرع من سرعة الضوء. ولذلك فإن التموجات في الزمكان تشبه التموجات التي تظهر على سطح بركة عند تحريك السطح، وهذه التموجات في الزمكان هي الأمواج الثقالية.
ويعتبر الإشعاع أو الضوء الكهرمغنطيسي من الأشكال المألوفة أكثر للموجات. وتمثل الأمواج الكهرمغناطيسية ذبذبات في المجالين الكهربائي والمغناطيسي، في حين أن الأمواج الثقالية تنتج عن تذبذبات في الزمكان. وتنشأ الأمواج الكهرومغناطيسية من الشحنات المتسارعة، بينما تنشأ الأمواج الثقالية من الكتل المتسارعة. وفي الأمواج الثقالية نحتاج كذلك إلى انعدام التناظر في النظام لإنتاج الإشعاع، فمثلاً نحتاج إلى نظام ثنائي وليس فقط لجسم أحادي «عديم الدوران»، ويمكن اعتبار ذلك نتيجة للحفاظ على الزخم.

## رصد الأمواج الثقالية

### إعلان مرصد ليغو 2016

قياس ليغو للأمواج الثقالية لأجهزة كشف ليفينغستون (على يسار) وهانفورد (على اليمين)، النتائج في المخطط البياني جرت مقارنتها مع القيم المتوقعة نظرياً.

في يوم 11 فبراير 2016، أُعلن عن رصد الأمواج الثقالية، إثر تصادم ثقبين أسودين.
حسب الإعلان، تحقق هذا الكشف يوم 14 سبتمبر 2015، باستخدام جهازيّ قياس ليزر عملاقين في الولايات المتحدة، موجودين في ولايتيّ لويزيانا وواشنطن.
كتلة الواحد من الثقبين أكبر من الشمس 30 مرة، ويبعدان 1.3 مليار سنة ضوئية عن الأرض.
جاء الإعلان في مؤتمر في واشنطن، من قبل علماء من معهد كاليفورنيا للتقنية، ومعهد ماساتشوستس للتقنية، بالتعاون مع مركز رصد الأمواج الثقالية بالليزر المعروف باسم مرصد ليغو (LIGO). كما اشترك المرصد الألماني جيو 600 الموجود في هانوفر في هذا الاكتشاف.
في عام 2017، منحت جائزة نوبل في الفيزياء لراينر فايس، كيب ثورن وباري باريش لدورهم في الكشف عن الموجات الثقالية.

## كيفية الكشف عنها
يعتبر الكشف عن الأمواج الثقالية أمراً صعباً للغاية لعدة اعتبارات. أولها أن تمدد أو تقلص المسافات يحدث في جميع الأجسام المتعرضة للموجة. وهذا إشكال يتم حله عن طريق تصميم جهاز ضخم من أنبوبين طول كل منهما 600 متر - كما هو الحال في التجربة بهانوفر ؛ وهما أفقيان متعامدان . يسير فيهما شعاع ليزر ذو طول موجة محددة، وينعكس الشعاع على مرآة في آخر الأنبوب ويعودان ويتقابلان عند مركز التفرع . وعندما يتلقي أحد الشعاعين تأثير الموجة الثقالية فإنه يطول أو يقصر قليلاً، ويحدث انزياحاً في طور أحد الشعاعين، ويمكن قياس ذلك الانزياح.
والمهم في رصد هذه الأمواج أنها صغيرة جدا. ونظراً لصغرها تتداخل وتشوشر عليها على الأرض تـاثير المواصلات واهتزازات القطارات، فيصبح من الصعب التفرقة بين اهتزازات ناتجة عن تشويش (مثل زلازل صغير أو بعيدة أو مثل تأثير القمر على الأرض أو تأثير حركة المواصلات ) من اهتزازات ناتجة عن أمواج ثقالية.
لذلك يتم في المختبرات الأرضية دائماً استعمال مخمدات للتخلص من الاهتزازات التشويشية. إلا أن هذه المخمدات لا تنجح في تخميد الضجيج كلياً مما يسمح فقط برصد أمواج ثقالية ذات تردد عالي. إلا أن معظم الظواهر الكونية التي تبث أمواج ثقالية يمكن رصدها على الأرض تبث في مدى الترددات الصغيرة.

### الرصد باعتماد التردد الذاتي
تعتمد آلية رصد الأمواج الثقالية أساساً على نوعين من الآلات أو طريقتين للرصد. الأولى تعتمد على الرنين الذي تحدثه الموجة الثقالية عند مرورها بأجسام ذات كتلة كبيرة (مثلاً إسطوانات بطول بضعة أمتار من مادة النيوب) وتفعيلها للترددات الذاتية لهذه الأجسام. وهذه الطريقة من الطرق الأولى التي حاول العلماء عن طريقها رصد الأمواج الثقالية.

### الرصد عن طريق التداخل الليزري

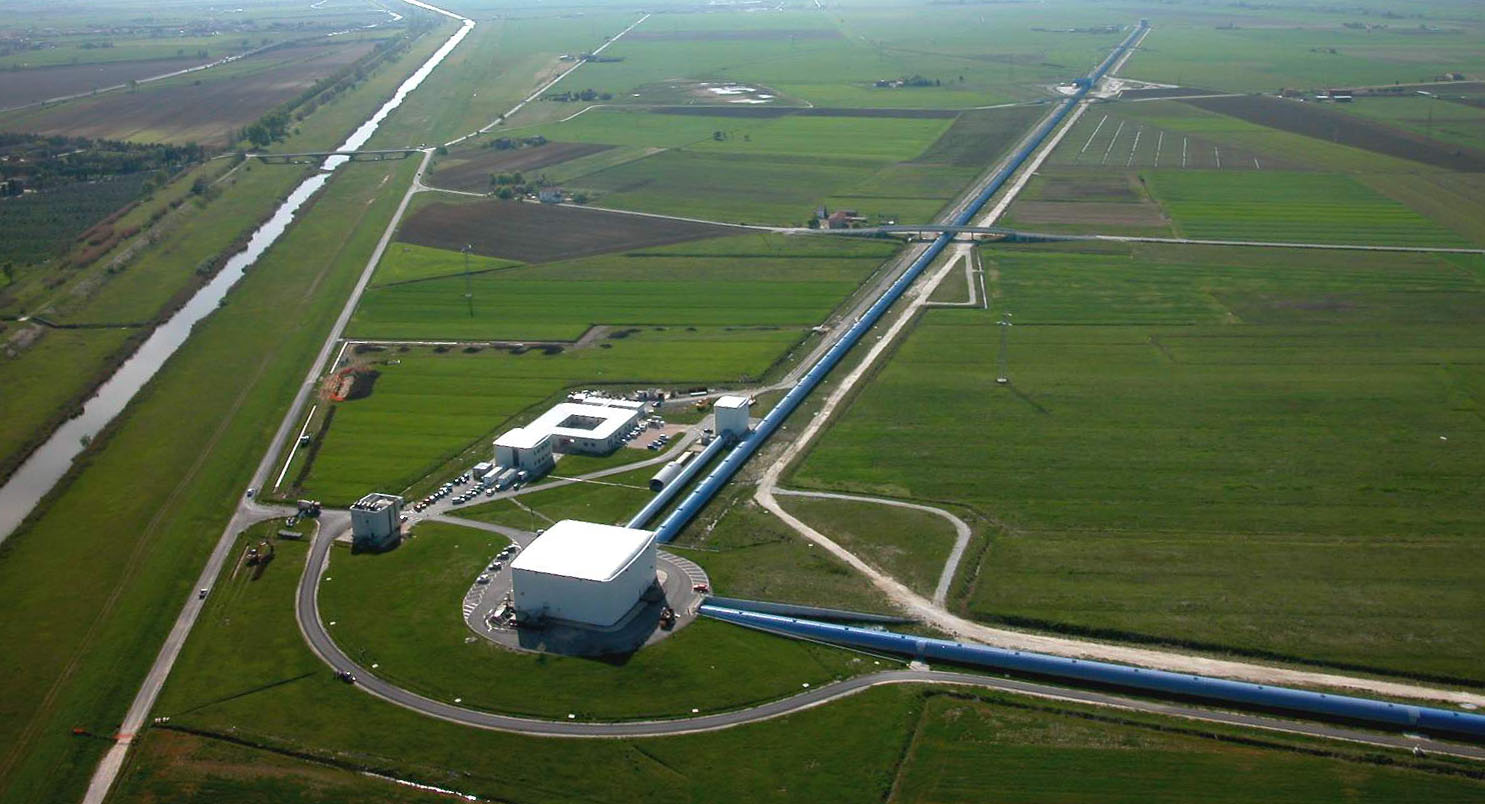
مشهد جوي لموقع تجربة فيرجو.

أما الطريقة الثانية لرصد الأمواج الثقالية فتعتمد على تقنية التداخل الليزري laser interferometry وهي أحدث من تقنية تفعيل الترددات الذاتية وتسمح بدقة أعلى في رصد الأمواج الثقالية. إلا أنها على الأرض (مثل مرصد ليغو ، ومرصد جيو 600) تشكو من نفس نقائص تقنية تفعيل التردد الذاتي ألا وهو إشكال الاهتزازات التشويشية، إذ أن الاهتزازات الأرضية تشوش على إشارات الثقالية فيصعب فصلهما عن بعض؛ حتى أن مرور سيارة أو حافلة بالقرب من بنية التجربة يوثر على الأجهزة. لذلك قرر العلماء بناء التجربة أو مختبر في الفضاء للحد من هذا الضجيج (مشروع ليزا).
و رغم أن قياساً مباشراً لهذه الأمواج ما زال متعذراً إلى اليوم (2015). غير أن علماء تمكنوا من البرهنة على وجود هذه الأمواج وبذلك تأكيد نظرية أينشتاين من خلال تفسيرهم لحركة نجمين توأمين عن طريق نظرية الأمواج الثقالية ومقارنة حساباتهم النظرية على أساس هذه النظرية مع ملاحظتهم لحركة النجمين.

## تجربة بيسيب 2
بنيت عدة تجارب لقياس الأمواج الثقالية في أنحاء مختلفة من العالم، وقد أعلنت مجموعة العلماء العاملة ب مركز هارفارد-سميثونيان للفيزياء الفلكية بتاريخ 17 مارس 2014 أنهم قد قاموا بتسجيل وانتاج «أول صورة مباشرة لأمواج ثقالية من وقت تكون الكون» وذلك من خلال قياس وتحليل إشعاع الخلفية الميكروني الكوني ، والقياسات تشير إلى حدوث فعلي للتمدد الكوني و الانفجار العظيم
 ومثل تلك النتائج الأولى فهي تحتاج إلى مراجعة الأقران للتأكد من صحة الجهاز العلمي المستخدم وصحة الحسابات النظرية، حتى تـُقبل من الفيزيائيين كحقيقة علمية جديدة لا يشوبها الشك .
استخدمت مجموعة العلماء جهاز الرصد المسمى بيسيب 2 المبني في القطب الجنوبي .

## وصلات خارجية
- الأمواج الثقالية على ناسا بالعربي (موقع غير رسمي مترجم عن ناسا)